# Raffaello Delle Nocche
Raffaello Delle Nocche (Marano di Napoli, 19 de abril de 1877-Tricarico, 25 de noviembre de 1960) fue un sacerdote católico italiano, obispo de Tricarico y fundador del Instituto de Hermanas Discípulas de Jesús Eucarístico. Es considerado venerable en la Iglesia católica.

## Biografía
Raffaello Delle Nocche nació el 19 de abril de 1877, en la localidad de Marano di Napoli, en la Nápoles (Italia). Sus padres fueron Vincenzo Delle Nocche y Carmela Virgilio, provenientes de una familia de la burguesía napolitana, de profundas raíces cristianas. Raffaello entró en el seminario arzobispal de Nápoles y fue ordenado sacerdote el 1 de junio de 1901. Al año siguiente fue nombrado secretario del obispo de Lecce, Gennaro Trama. De 1915 a 1919 se desempeñó como rector del seminario regional de Molfetta.
En 1920 fue destinado a su tierra natal, donde fundó la Acción Católica Femenina y se ocupó de la rectoría de la iglesia de la Anunciata. El 28 de junio de 1922 fue nombrado obispo de Tricarico, siendo consagrado el 25 de junio siguiente en la iglesia de Santa María de la Sapienza de Nápoles. El 8 de septiembre tomó posesión de la diócesis, la cual gobernó por más de treinta años. Su labor episcopal se caracterizó por la continúa lucha contra el abandono espiritual y moral del clero y de los fieles, instituyó cursos de formación permanente para el clero, escribió numerosas cartas pastorales, dirigió ejercicios espirituales, aconsejó a las autoridades civiles en beneficio de los trabajadores populares y llamó a diversos institutos religiosos a abrir casas en su diócesis.
Ante el fracaso de lograr que algunos institutos religiosos fundaran en la diócesis, Delle Nocche fundó el Instituto de Hermanas Discípulas de Jesús Eucarístico para la atención de ancianos y discapacitados, las religiosas de este instituto fueron su mano derecha en muchas de sus acciones pastorales.
Raffaello Delle Nocche fue un obispo contemplativo, de espiritualidad eucarística y mariana, insistía en la adoración constante del Santísimo Sacramento; para ello celebró dos Congresos Eucarísticos en 1938 y 1947. Luego de treinta y seis años de servicio a la diócesis de Tricarico, Delle Nocche murió el 25 de noviembre de 1960.

## Culto
Raffaello Delle Nocche goza de fama de santidad en la diócesis de Tricarico. Sus hijas espirituales, las Discípulas de Jesús Eucarístico, abrieron el proceso informativo para su canonización en 1968. Ahora el proceso, terminada la fase diocesana, se encuentra en Roma. El 10 de mayo de 2012, el papa Benedicto XVI lo declaró venerable.